# Ægløsning
Ægløsning (ovulation, fra lat. ovulum = "lille æg") er den korte fase i kvindens menstruationscyklus hvor den modnede, ubefrugtede ægcelle bliver stødt ud fra den såkaldte Graafske follikkel i æggestokken. Enkelte kvinder vil opleve en lettere smerte i forbindelse med ægløsningen (Mittelschmerz).

## Ægløsning og frugtbarhed
Ægløsningen udløses af en kraftig øget udskillelse af luteiniserende hormon (LH) fra hypofysen. Et follikelstimulerende hormon (FSH) spiller også en rolle. En måling af LH i kvindens krop kan anvendes til at bestemme ægløsningstidspunktet, men dette er ikke egnet som præventionsmiddel.
Efter ægløsningen starter ægget på sin vandring ned igennem æggelederen til livmoderen og bliver her enten befrugtet eller går til grunde og udskilt med menstruationen. Det er dermed i dagene efter ægløsningen der er størst sandsynlighed for at kvinden bliver befrugtet, og præventionsmetoder baseret på "sikre" perioder er baseret på at undgå samleje i dagene omkring ægløsningen, sandsynligheden er størst fire dage før. Ægløsningen sker sædvanligvis ca. 14 dage før næste menstruation, men det er umuligt med sikkerhed at beregne ægløsningstidspunktet ved at tælle antal dage fra forrige menstruation. Et alternativ er at måle kropstemperaturen daglig. Ved ægløsningen stiger den ca. 0,5 grader Celsius, og vedbliver her resten af menstruationscyklusen. Hverken "sikre perioder" eller "temperaturmetoden" kan anbefales som sikker prævention.

## Ægløsning og adfærd
Eftersom frugtbarheden er på sit højeste omkring ægløsningen, vil hunners adfærd i mange dyrearter her ændre sig i retning af at finde potentielle partnere. Antagelig gælder dette også for kvinder. For eksempel øges følsomheden i duftorganer hos kvinder med ægløsning. Et studie har vist at kvinders præferencer for mænd ændres i løbet af tiden omkring ægløsningen til en mere primitiv drift for at finde en passende partner. Et andet studie konkluderer at kvinderne selv omkring ægløsningen ændrer udseende til noget mere attraktiv. Betydningen og nøjagtigheden af disse studier er meget omdiskuterede i medicinske og videnskabelige kredse.

## Andre dyrearter
Katte har en mekanisk provokeret ægløsning, som udløses af hankatten under kopulation. 
Høner har en særlig stor ægløsningskapacitet (ca. et æg daglig). 
Hos kameler udløses ægløsningen af feromoner fra hannen. Hunkameler i karavaner uden hanner har ingen menstruationscyklus.